# Schwedeneinfall 1674/75
Chronologie:

1674
- 25. Dezember – Einmarsch der Schweden in die Uckermark

1675
- ab 4. Februar – Besetzung der Neumark und Hinterpommerns, anschließend Aufnahme der Winterquartiere
- Anfang Mai – Beginn des schwedischen Frühjahrsfeldzugs
- 15. Mai – 21. Juni – Gefecht bei Löcknitz, Durchbruch durch die Rhinlinie; Besetzung des ganzen Havellandes
- 6. Juni – Aufbruch des brandenburgischen Heeres aus Franken
- 21. Juni – Das brandenburgische Heer erreicht Magdeburg
- 22. Juni – eine schwedische Vorausabteilung erreicht Havelberg; das Hauptheer verbleibt in Brandenburg (Havel)
- 25. Juni – brandenburgischer Überfall auf Rathenow
- 26. Juni – Erstes Gefecht bei Fehrbellin
- 27. Juni – Gefecht bei Nauen
- 28. Juni – Schlacht bei Fehrbellin

Der Schwedeneinfall 1674/75 bezeichnet die Besetzung der militärisch ungesicherten Mark Brandenburg durch eine von Schwedisch-Pommern kommende schwedische Armee vom 26. Dezember 1674 bis Ende Juni 1675. Der schwedische Einfall löste den Schwedisch-Brandenburgischen Krieg aus, der sich nach weiteren Kriegserklärungen durch mit Brandenburg verbündete europäische Mächte zu einem nordeuropäischen Konflikt ausbreitete und erst 1679 beendet wurde.
Auslöser für den Schwedeneinfall war die Teilnahme eines 20.000 Mann starken brandenburgischen Heeres am Reichskrieg gegen Frankreich im Rahmen des Holländischen Krieges. Daraufhin besetzte Schweden, ein traditioneller Verbündeter Frankreichs, die militärisch ungesicherte Mark mit dem erklärten Ziel, den brandenburgischen Kurfürsten zum Friedensschluss mit Frankreich zu zwingen. Erst Anfang Juni 1675 brach der Kurfürst mit einem 15.000 Mann starken Heer von Schweinfurt auf und erreichte Magdeburg am 11. Junijul. / 21. Juni 1675greg. Friedrich Wilhelm zwang in einem Feldzug von weniger als zehn Tagen die schwedischen Truppen zum Rückzug aus der Mark Brandenburg.

## Vorgeschichte
Ludwig XIV., König von Frankreich, drängte nach dem Devolutionskrieg auf Vergeltung gegen die Generalstaaten. Er begann diplomatische Aktivitäten mit dem Ziel der kompletten Isolierung Hollands. So schloss Frankreich am 24. April 1672 in Stockholm einen geheimen Vertrag mit Schweden, das die nordische Macht dazu verpflichtete, 16.000 Mann gegen jeden deutschen Staat zu stellen, der der Republik Holland militärische Unterstützung leistete.

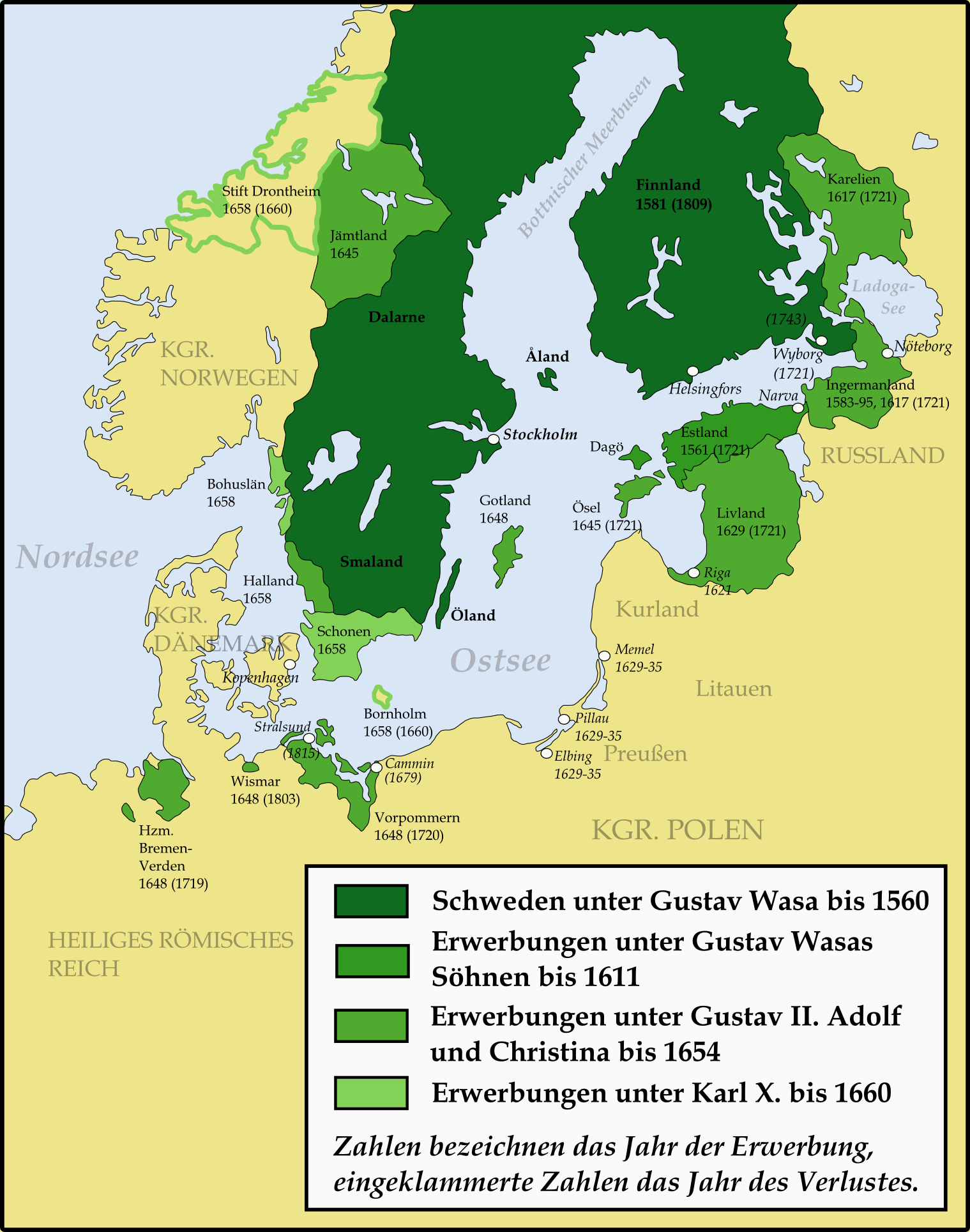
Das schwedische Reich im 17. Jahrhundert

Unmittelbar darauf, im Juni 1672, überfiel Ludwig XIV. die Generalstaaten, löste somit den Holländischen Krieg aus und drang bis kurz vor Amsterdam vor. Der brandenburgische Kurfürst unterstützte, seinerseits vertraglich gebunden, die Holländer im Kampf gegen die Franzosen ab August 1672 mit 20.000 Mann. Im Dezember 1673 schlossen Brandenburg-Preußen und Schweden ein auf zehn Jahre gültiges Schutzbündnis. Beide Seiten behielten sich aber eine freie Bündniswahl im Falle eines Krieges vor. Aufgrund des Schutzbündnisses mit Schweden rechnete der Kurfürst in der Folgezeit nicht mit einem schwedischen Kriegseintritt auf Seiten Frankreichs. Nach dem zwischenzeitlich geschlossenen Separatfrieden zu Vossem zwischen Brandenburg und Frankreich am 16. Juni 1673 nahm Brandenburg den Krieg gegen Frankreich im darauf folgenden Jahr wieder auf, als der Kaiser des Heiligen Römischen Reichs im Mai 1674 den Reichskrieg gegen Frankreich erklärte.
Am 23. August 1674 setzte sich deshalb erneut ein 20.000 Mann starkes brandenburgisches Heer von der Mark Brandenburg nach Straßburg in Marsch. Kurfürst Friedrich Wilhelm und Kurprinz Karl Emil von Brandenburg begleiteten dieses Heer. Als Statthalter der Mark Brandenburg wurde Johann Georg II. von Anhalt-Dessau eingesetzt.
Durch Subsidienversprechungen und Bestechungen gelang es Frankreich inzwischen, seinen traditionellen Alliierten Schweden, das im Frieden von Oliva 1660 nur durch französische Unterstützung vor dem Verlust ganz Vorpommerns bewahrt worden war, zu einem Kriegseintritt gegen Brandenburg zu bewegen. Ausschlaggebend war die Besorgnis des schwedischen Hofes, dass bei einer eventuellen französischen Niederlage Schweden in eine außenpolitische Isolation geraten könne. Ziel des schwedischen Kriegseintritts sollte es sein, die militärisch entblößte Mark Brandenburg zu besetzen, um Brandenburg-Preußen zum Abzug seiner Truppen von den Kriegsschauplätzen am Oberrhein und im Elsass zu zwingen.

## Kriegsvorbereitungen

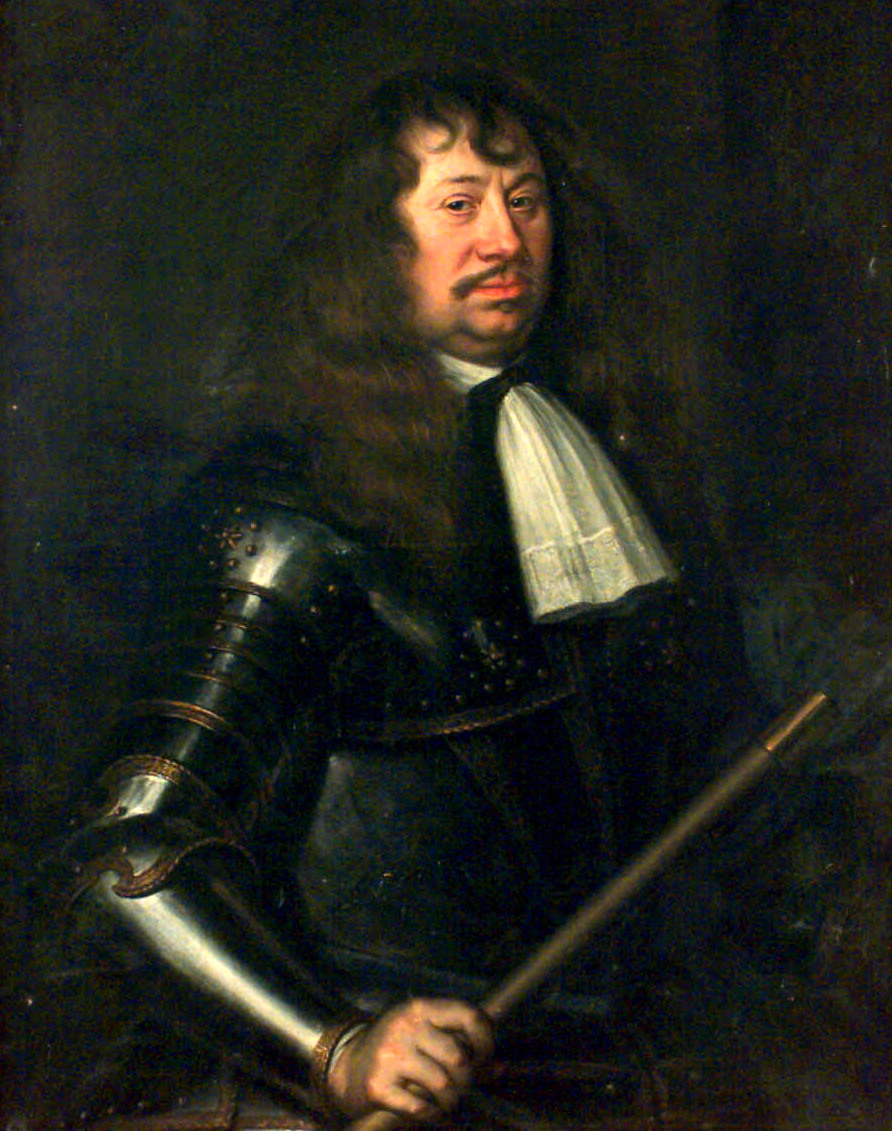
Feldmarschall Carl Gustav Wrangel, Oberbefehlshaber des schwedischen Heeres.
Gemälde von Matthäus Merian dem jüngeren, 1662

Die Schweden begannen daraufhin eine Invasionsstreitmacht in Schwedisch-Pommern zusammenzuziehen. In Berlin trafen ab September immer mehr Nachrichten von diesen Truppenbewegungen ein. So berichtete der Statthalter der Mark Brandenburg Anfang September dem Kurfürsten von einem Gespräch mit dem schwedischen Gesandten Wangelin, in dem dieser angekündigt hatte, dass vor Ablauf eines Monats über 20.000 Mann schwedischer Truppenverbände in Pommern stehen würden. Die Nachrichten über einen bevorstehenden Überfall der schwedischen Truppen verdichteten sich, als in der zweiten Oktoberhälfte die Ankunft des schwedischen Feldherrn Carl Gustav Wrangel in Wolgast gemeldet wurde.
Johann Georg II. von Anhalt-Dessau ließ, deutlich beunruhigt von Nachrichten über die Truppensammlungen, Ende Oktober über den brandenburgischen Obristen Mikrander mehrfach beim schwedischen Oberbefehlshaber Feldmarschall Carl Gustav Wrangel über die Absicht des Aufmarsches anfragen. Wrangel jedoch unterließ eine Antwort und lehnte ein weiteres Unterredungsgesuch des Fürsten von Anhalt ab. Mitte November hatte der Statthalter Johann Georg II. Gewissheit über einen bevorstehenden schwedischen Einfall erhalten, allerdings blieben in Berlin die genauen Ursachen und Motive für die bevorstehende Aggression im Unklaren.
Kurfürst Friedrich Wilhelm selbst glaubte, trotz der aus Berlin kommenden beunruhigenden Nachrichten, nicht an einen bevorstehenden schwedischen Einfall in die Mark Brandenburg. Dies belegt ein von ihm verfasster Brief an den Statthalter der Mark Brandenburg vom 31. Oktober 1674, in dem es unter anderem hieß:

„Ich traue den Schweden ein Besseres zu und glaube nicht, dass sie eine lassitet [Niederträchtigkeit] thun werden.“

Fahne einer mobilisierten Bauernkompanie aus der Altmark, mit der Inschrift:
„Wihr Bauern von gering Guth dienen unsern Genädigen Churfürsten und Herrn mit unsern Bluth“

Die Stärke des in Schwedisch-Pommern versammelten schwedischen Invasionsheeres vor dem Einmarsch in die Uckermark Ende Dezember 1674 stellte sich nach zeitgenössischen Angaben des Theatrum Europaeum wie folgt dar:
- Die Infanterie bestand aus elf Regimentern mit insgesamt 7.620 Mann.[5]
- Die Kavallerie bestand aus acht Regimentern, insgesamt 6.080 Mann.[5]
- Die Artillerie verfügte über insgesamt 15 Geschütze verschiedener Kaliber.[5]

Der Verteidigungsstand der Mark Brandenburg war nach dem Abzug der Hauptarmee am 23. August 1674 ins Elsass mangelhaft. Der Kurfürst verfügte nur über wenige Soldaten, zumeist ältere und invalide Männer. Diese wenig kampfkräftigen Truppenteile wurden als Garnison in den Festungen zurückgelassen. Die Gesamtstärke der Garnisonstruppen, die dem Statthalter zur Verfügung standen, betrug Ende August 1674 nur rund 3000 Mann. In der Hauptstadt Berlin befanden sich zu diesem Zeitpunkt 500 ältere, aufgrund ihrer verminderten Kriegstauglichkeit zurückgelassene und 300 neugeworbene Soldaten.
Neuwerbungen von Soldaten mussten daher umgehend forciert werden. Der Kurfürst befahl dem Statthalter zudem, das allgemeine Aufgebot des Landvolks und der Städte einzufordern, um so den Mangel an einsatzfähigen Truppen zu kompensieren. Das so genannte Landvolkaufgebot ging auf mittelalterliche Rechtsnormen der Mark Brandenburg zurück, wonach Bauern und Städte im Bedarfsfall zur unmittelbaren Landesverteidigung eingesetzt werden konnten. Nur in langwierigen Verhandlungen zwischen den Ständen und Städten einerseits und den Geheimen Räten und dem Statthalter andererseits gelang es Ende Dezember 1674, die Aufstellung durchzusetzen. Der größte Teil dieses Aufgebots wurde in den Residenzstädten Cölln, Berlin und Friedrichswerder eingesetzt (8 Kompanien mit 1300 Mann). Es gelang auch, die altmärkischen Bauern und Heidereiter (landeskundig berittenes Forstpersonal) zu mobilisieren und zur Verteidigung einzusetzen. Weitere Verstärkungen erhielt der Statthalter Ende Januar 1675 durch Truppenentsendungen aus den westfälischen Provinzen.

## Verlauf

### Schwedeneinfall – Besetzung der Mark (25. Dezember 1674–April 1675)

Abbildung der Mark Brandenburg inklusive mit dem seit 1648 brandenburgischen Hinterpommern und der Neumark in blau
Schwedisch-Pommern ist grau-schraffiert eingezeichnet.

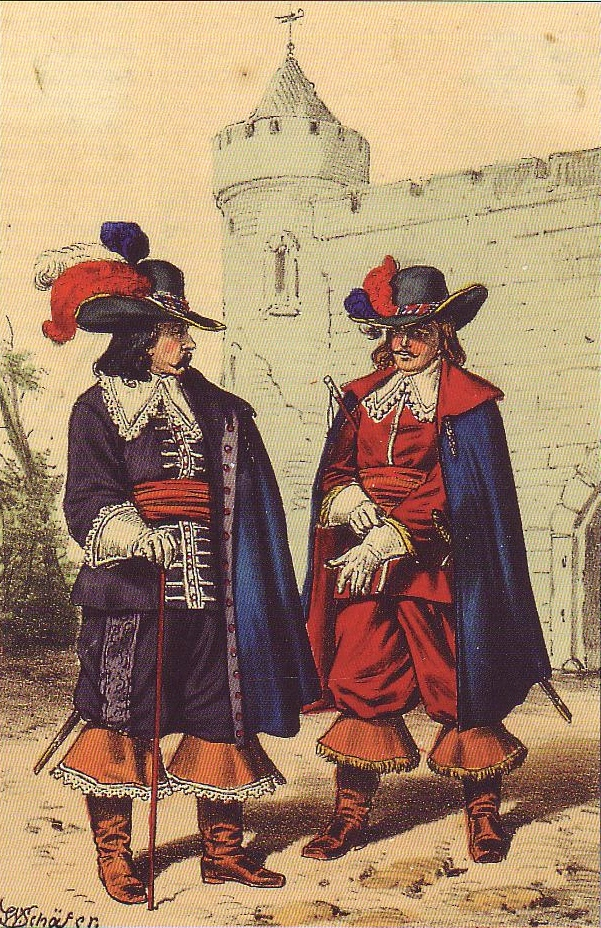
Brandenburgischer Hauptmann und Leutnant des Regiments zu Fuß „Kurfürstin Dorothea“, um 1675
Zeichnung von Maximilian Schäfer (1851–1916)

Am 15./25. Dezember 1674 rückten schwedische Truppen ohne offizielle Kriegserklärung über Pasewalk in die Uckermark ein. Eigentlich sollte nach einer Mitteilung des schwedischen Feldmarschalls Wrangel an den brandenburgischen Abgesandten Dubislav von Hagen am 20./30. Dezember 1674 die schwedische Armee die Mark Brandenburg wieder verlassen, sobald Brandenburg den Kriegszustand mit Frankreich beendete. Ein vollständiger Bruch Schwedens mit Brandenburg sei dagegen nicht beabsichtigt gewesen.
Die Angaben zur Ausgangsstärke dieser Armee, die im nächsten Frühjahr fast zur Hälfte aus Deutschen bestehen sollte, schwanken in der Literatur zwischen 13.700 und 16.000 Mann und 30 Geschützen.
Zur Unterstützung des bereits über 60-jährigen, häufig bettlägerigen und an Gicht leidenden Feldmarschalls Carl Gustav Wrangel wurden ihm die Feldmarschälle Simon Grundel-Helmfelt und Otto Wilhelm von Königsmarck zur Seite gegeben. Diese unklare Kompetenzvergabe verhinderte allerdings eine klare Befehlsgebung, so dass Beschlüsse für die Bewegungen der Armee nur sehr langsam gefasst wurden.
Das Eintreten Schwedens in die Kriegshandlungen zog allgemeine Aufmerksamkeit in Europa auf sich. Der Kriegsruhm des Dreißigjährigen Krieges ließ die Militärmacht Schwedens in den Augen der Zeitgenossen übermächtig erscheinen. Deutsche Söldner boten den Schweden bereitwillig ihre Dienste an. Einige deutsche Staaten (Bayern, das Kurfürstentum Sachsen, Hannover, Bistum Münster) erklärten sich bereit, dem schwedisch-französischen Bündnis beizutreten.
Die schwedische Armee errichtete ihr Hauptquartier in Prenzlau. Dort stieß eine andere im schwedischen Bremen-Verden gerüstete Abteilung unter General Dalwig hinzu.
Zur selben Zeit bezog nach der kaiserlich-brandenburgischen Niederlage in der Schlacht bei Türkheim gegen die Franzosen vom 26. Dezember 1674 das brandenburgische Hauptheer in und um Schweinfurt seine Winterquartiere, die es am 31. Januar 1675 erreichte. Aufgrund der erlittenen Verluste und der winterlichen Witterung beschloss der Kurfürst, dass er sein Hauptheer nicht sofort zu einem erneuten Feldzug in die Uckermark führen konnte.
Zudem hätte ein plötzlicher Abzug vom westlichen Kriegsschauplatz die Verbündeten Brandenburg-Preußens in Bedrängnis gebracht – womit das eigentliche Ziel des schwedischen Angriffs, nämlich Brandenburg zum Ausscheiden aus den Kriegshandlungen mit Frankreich zu zwingen, erreicht worden wäre.
Ohne weitere Verstärkungen ließen sich auf brandenburgischer Seite die offenen Gebiete der Neumark östlich der Oder und Hinterpommern bis auf einige befestigte Orte nicht halten. Die Mittelmark war dagegen mit relativ wenigen Truppen zu behaupten, da sie zum Norden hin, bedingt durch das Havelländische Luch und den Rhinluch, nur über einige leicht zu verteidigende Pässe bei Oranienburg, Kremmen, Fehrbellin und Friesack zu passieren war. Im Osten war die Mark durch den Flusslauf der Oder gedeckt. Die wenigen vorhandenen brandenburgischen Soldaten wurden daraufhin in befestigte Orte zurückgezogen. So bildeten sich aus den gegebenen Umständen an der Linie Köpenick, Berlin, Spandau, Oranienburg, Kremmen, Fehrbellin, Havelberg bis zur Elbe die brandenburgischen Verteidigungsstellungen heraus.
Dazu wurde unter anderem die Garnison der Festung Spandau von 250 auf 800 Mann verstärkt, sie verfügte über 24 Geschütze verschiedener Kaliber. In Berlin wurde die Garnison auf 5000 Mann verstärkt (darunter die aus den westfälischen Provinzen Ende Januar eingetroffenen Verstärkungen und das vom Kurfürsten aus Franken entsandte Regiment Leibdragoner).
Die Schweden blieben indessen untätig und versäumten es, die Abwesenheit des brandenburgischen Heeres zu nutzen und die weiträumigen Gebiete der Mark Brandenburg zu besetzen. Sie beschränkten sich zunächst – unter konsequenter Wahrung der Disziplin – auf die Erhebung von Kriegskontributionen und die Verstärkung des Heeres durch Werbungen von Söldnern auf 20.000 Mann. Diese Untätigkeit war partiell auf die innenpolitischen Auseinandersetzungen zwischen der alten und der neuen Regierung Schwedens zurückzuführen, die eine zielgerichtete militärische Kriegführung verhinderten. So gerieten Beschlüsse miteinander in Widerspruch; einem Befehl folgte bald der Gegenbefehl.
Ende Januar 1675 versammelte Wrangel seine Truppen bei Prenzlau und überschritt am 4. Februar mit der Hauptstreitmacht die Oder in Richtung Hinterpommern und Neumark. Schwedische Truppen besetzten die Orte Stargard, Landsberg, Neustettin, Kossen und Züllichau, um auch dort Werbungen durchführen zu lassen. Hinterpommern wurde bis auf Lauenburg und einige kleinere Orte besetzt. Danach entließ Carl Gustav Wrangel das schwedische Heer in die Winterquartiere in Hinterpommern und der Neumark.

Als sich im beginnenden Frühjahr abzeichnete, dass Brandenburg-Preußen nicht aus dem Krieg ausscheiden würde, kam vom schwedischen Hof in Stockholm die Order, ein strengeres Besatzungsregime anzuwenden, um den Druck auf den Kurfürsten zum Kriegsaustritt zu erhöhen. Der Umschwung in der Besatzungspolitik der Schweden erfolgte rasch, mit der Folge, dass die Repressionen gegen Land und Zivilbevölkerung stark anstiegen. Einige zeitgenössische Chroniken schildern, dass diese Ausschreitungen in ihren Ausmaßen und in ihrer Brutalität schlimmer als zu Zeiten des Dreißigjährigen Krieges waren. Bis zum Frühjahr 1675 kam es dennoch zu keinen nennenswerten Kampfhandlungen. Der Statthalter der Mark Brandenburg Johann Georg II. von Anhalt-Dessau beschrieb diesen Schwebezustand in einem Brief an den Kurfürsten am 24. März/3. April 1675 mit: 

„Weder friede noch krieg“

### Schwedischer Frühjahrsfeldzug (Anfang Mai 1675–25. Juni 1675)
Der französische Gesandte in Stockholm forderte am 20./30. März, dass das schwedische Heer seine Quartiere bis Schlesien ausdehnen und in Absprache mit den französischen Plänen handeln sollte. Die französische Seite änderte jedoch in den folgenden Wochen ihre Haltung und ließ der schwedischen Seite in dieser Sache Entscheidungsspielraum. Jedoch äußerte der Gesandte in Stockholm aufgrund der angeblichen Untätigkeit der schwedischen Truppen Besorgnis.
Anfang Mai 1675 begannen die Schweden den nachdrücklich geforderten Frühjahrsfeldzug. Das Ziel war, über die Elbe zu gelangen, um sich mit den schwedischen Truppen in Bremen-Verden sowie mit den 13.000 Mann starken Truppen des verbündeten Johann Friedrich Herzog zu Braunschweig und Lüneburg zu vereinigen, um dem Kurfürsten und seinem Heer den Weg in die Kurmark abzuschneiden. Eine inzwischen auf 20.000 Mann und 64 Geschütze angewachsene Truppenmacht zog darauf über Stettin in die Uckermark. Obwohl der Zustand der schwedischen Armee nicht mehr mit vergangenen Zeiten vergleichbar war, blieb das frühere Ansehen von Schwedens Militärmacht erhalten. Nicht zuletzt dies führte zu schnellen Anfangserfolgen. Zu ersten Kampfhandlungen kam es im Raum von Löcknitz, wo am 5./15. Mai 1675 das befestigte Schloss mit einer 180 Mann starken Besatzung unter dem Kommando des Obristen Götz nach eintägiger Beschießung durch die schwedische Armee unter dem Kommando von Oberwachtmeister Jobst Sigismund gegen Zusicherung freien Abzugs nach Oderburg übergeben wurde. Dafür wurde Götz später von einem Kriegsgericht zum Tode verurteilt und am 24. März 1676 hingerichtet.
Nach der Einnahme von Löcknitz stießen die Schweden schnell nach Süden vor und besetzten Neustadt, Wriezen und Bernau. Nächstes Ziel war das Rhinluch, ein Moorgebiet, das nur an wenigen Stellen zu durchqueren war. Diese wurden vorsorglich von den Brandenburgern mit Landjägern, bewaffneten Bauern und Heidereitern besetzt. Zur Unterstützung schickte der Statthalter von Berlin aus Truppen und sechs Geschütze unter dem Kommando von Generalmajor von Sommerfeld, um bei den Pässen Oranienburg, Kremmen und Fehrbellin geordneten Widerstand leisten zu können.
Die Schweden rückten in drei Kolonnen gegen die Rhinlinie vor, die erste unter General Stahl gegen Oranienburg, die zweite unter General Dalwig gegen Kremmen und die dritte – die mit 2000 Mann stärkste – unter General Groothausen gegen Fehrbellin. Vor Fehrbellin kam es zu mehrtägigen schweren Kämpfen um den Flussübergang. Da den Schweden hier kein Durchbruch gelang, wandte sich die Kolonne in Richtung Oranienburg, in dessen Nähe durch Verrat von einheimischen Bauern ein Übergang gefunden wurde, der den etwa 2000 Schweden ein Vordringen nach Süden ermöglichte. Die umgangenen Stellungen von Kremmen, Oranienburg und Fehrbellin mussten daraufhin von den Brandenburgern aufgegeben werden.
Die Schweden unternahmen kurz darauf einen erfolglosen Sturmangriff auf die Festung Spandau. Das ganze Havelland wurde von den Schweden besetzt, das Hauptquartier der Schweden zunächst in der Stadt Brandenburg eingerichtet. Nach Einnahme von Havelberg wurde am 8./18. Juni das schwedische Hauptquartier nach Rheinsberg verlegt.
Feldmarschall Carl Gustav Wrangel, der am 26. Mai / 6. Juni von Stettin aufgebrochen war, um der Armee zu folgen, kam nur bis Neubrandenburg, da ihn ein schwerer Gichtanfall für 10 Tage ans Bett fesselte. Der höchste Befehl ging nun auf den Generalleutnant Wolmar Wrangel über. Zudem bestand Uneinigkeit zwischen den Generälen, so dass die allgemeine Disziplin der Soldaten sich auflöste und schwere Plünderungen und Übergriffe gegen die Zivilbevölkerung einsetzten.
Damit die Truppe die nötige Zufuhr an Lebensmitteln erhalten konnte, wurden sie in weit auseinander liegende Quartiere verlegt. Durch diese Unterbrechung verloren die Schweden zwei wertvolle Wochen für den Übergang über die Elbe.
Krank und auf einer Sänfte getragen erreichte Feldmarschall Carl Gustav Wrangel schließlich doch am 9./19. Juni Neuruppin. Er verbot sofort alle Plünderungen und befahl, dass Erkundungsabteilungen in Richtung Magdeburg ausgesandt würden. Am 11./21. Juni brach er mit einem Regiment Infanterie und zwei Kavallerieregimentern (1500 Reiter) nach Havelberg auf, das er am 12./22. erreichte, um im nahenden Sommer auch die Altmark zu besetzen. So ließ er auf der Havel alle verfügbaren Fahrzeuge zusammenbringen, um eine Schiffsbrücke über die Elbe zu schlagen.
Gleichzeitig gab er Order an seinen Stiefbruder Generalleutnant Wolmar Wrangel, mit dem Hauptheer über die Brücke bei Rathenow zu ihm nach Havelberg zu stoßen. Generalleutnant Wolmar Wrangel, Oberkommandierender der Hauptstreitmacht, unter dessen Befehl etwa 12.000 Mann standen, befand sich zu diesem Zeitpunkt in der Stadt Brandenburg an der Havel. Die Verbindungslinie zwischen Havelberg und Brandenburg an der Havel hielt lediglich ein Regiment in Rathenow aufrecht. Dieser nur mit geringen Kräften gesicherte Flügel bot so für einen von Westen anrückenden Feind einen guten Angriffspunkt. Zu diesem Zeitpunkt, dem 21. Juni, befand sich ein Großteil der Mark Brandenburg in schwedischen Händen. Der für den 27. Juni geplante Übergang der Schweden über die Elbe bei Havelberg kam aber nie zur Ausführung.
In der Zwischenzeit versuchte der brandenburgische Kurfürst Friedrich Wilhelm, wohl wissend, dass die Kräfte seines Landes allein für einen Feldzug gegen die Militärmacht Schweden nicht ausreichten, Verbündete zu gewinnen. Dazu begab er sich ab dem 9. März zu Verhandlungen nach Den Haag, welches er am 3. Mai erreichte. Die Verhandlungen und notwendigen Verabredungen mit den dort anwesenden befreundeten Mächten zogen sich bis zum 20. Mai hin. Im Ergebnis kündigten Holland und Spanien auf Drängen des Kurfürsten den Kriegseintritt gegen Schweden an. Ansonsten erhielt er vom Heiligen Römischen Reich und Dänemark keinen konkreten Beistand. Darauf beschloss der Kurfürst, nunmehr allein die Mark Brandenburg von den Schweden zurückzuerobern. Am 6. Juni 1675 hielt er eine Heerschau ab und brach aus seinem Lager am Main auf. Der Vormarsch des 15.000 Mann starken Heeres nach Magdeburg erfolgte in drei Kolonnen.

### Feldzug des Kurfürsten Friedrich Wilhelm (23. Juni – 29. Juni 1675)

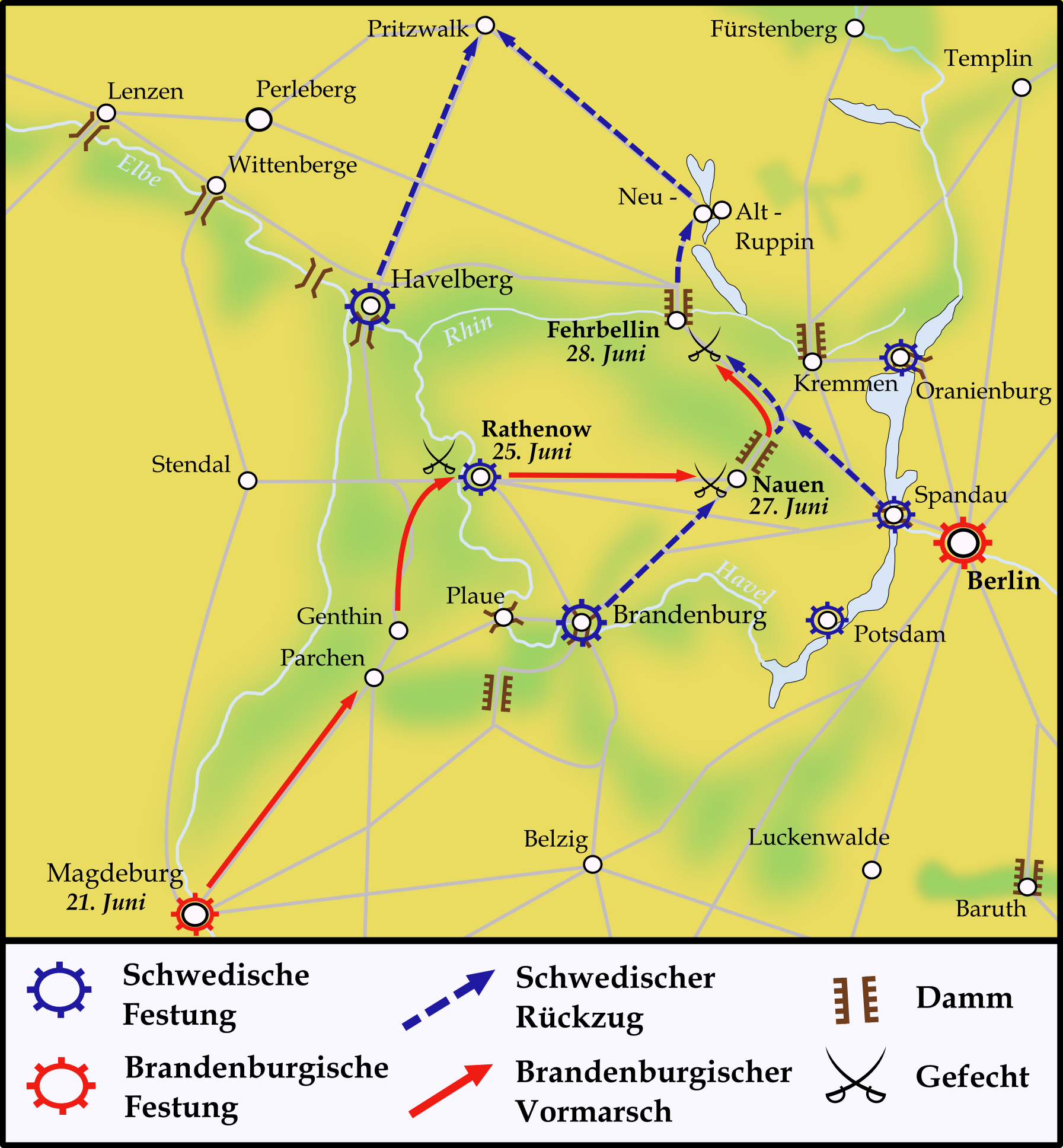
Karte vom Feldzug des Kurfürsten Friedrich Wilhelm (23. Juni – 29. Juni)

Am 21. Juni erreichte das brandenburgische Heer Magdeburg. Infolge von unzureichender Aufklärung schien durch die Schweden die Ankunft der Brandenburger nicht bemerkt worden zu sein, und so erließ Friedrich Wilhelm Geheimhaltungsmaßnahmen, um diesen taktischen Vorteil zu wahren. Erst in Magdeburg erhielt er genaue Nachrichten über die lokale Lage. Aus abgefangenen Briefen ergab sich, dass die Vereinigung der schwedischen und hannoverschen Truppen und ein Angriff auf die Festung Magdeburg unmittelbar bevorstanden. Nach Abhaltung eines Kriegsrates beschloss der Kurfürst, die von den Schweden mittlerweile erreichte Havellinie an dem am schwächsten besetzten Punkt, bei Rathenow, zu durchbrechen. Im Ergebnis wollte er damit eine Trennung der beiden schwedischen Heeresteile in Havelberg und der Stadt Brandenburg erreichen.
Am Morgen des 23. Juni um 3 Uhr brach die Armee von Magdeburg auf. Da ein Gelingen des Plans nur bei Nutzung des Überraschungsmomentes zu erwarten war, ging der Kurfürst nur mit Kavallerie vor, die aus 5000 Reitern in 30 Schwadronen sowie aus 600 Dragonern bestand. Dazu kamen noch 1350 Musketiere, die zur Wahrung ihrer Mobilität auf Wagen befördert wurden. Die Artillerie bestand aus 14 Geschützen verschiedener Kaliber. Geführt wurde dieses Heer neben dem Kurfürsten vom damals bereits 69-jährigen Feldmarschall Georg von Derfflinger. Die Kavallerie wurde vom General der Kavallerie Friedrich Landgraf zu Hessen-Homburg, Generalleutnant von Görztke und Generalmajor Lüdeke angeführt. Die Infanterie kommandierten die beiden Generalmajore von Götze und von Pöllnitz.
Am 25. Juni 1675 erreichten die Brandenburger Rathenow. Unter persönlicher Führung des brandenburgischen Feldmarschalls Georg von Derfflinger gelang es, die aus sechs Dragonerkompanien bestehende schwedische Garnison in verlustreichen Straßenkämpfen zu besiegen.
Ebenfalls am 25. Juni marschierte das schwedische Hauptheer von Brandenburg an der Havel nach Havelberg, wo der geplante Elbübergang stattfinden sollte. Die strategische Gesamtlage hatte sich durch die Rückeroberung des wichtigen Platzes Rathenow nachhaltig geändert. Durch die Trennung der beiden schwedischen Heeresteile war ein Übersetzen der völlig überraschten Schweden über die Elbe bei Havelberg nicht mehr möglich. Feldmarschall Carl Gustav Wrangel, der sich in Havelberg an einem unbefestigten Ort und ohne Nachschub befand, gab dem schwedischen Hauptheer unter Wolmar Wrangel nun den Befehl, über Fehrbellin zu ihm zu stoßen. Um seine Truppen mit dem Hauptheer zu vereinigen, brach Feldmarschall Carl Gustav Wrangel daher am 16./26. Juni nach Neustadt auf.
Das schwedische Hauptquartier schien über den tatsächlichen Standort und die Stärke des brandenburgischen Heeres völlig in Unkenntnis. Generalleutnant Wolmar Wrangel zog sich nun rasch in Richtung Norden zurück, um die Verbindungswege zu sichern und sich, wie befohlen, mit der nun getrennten schwedischen Vorausabteilung zu vereinigen. Der Standort der Schweden beim Fall Rathenows am 15. Junijul. / 25. Juni 1675greg. war Pritzerbe. Von dort aus gab es, aufgrund der besonderen natürlichen Gegebenheiten der Mark Brandenburg zu dieser Zeit, nur zwei Rückzugswege. Die kürzere Passage war aber durch die brandenburgischen Truppen gefährdet und die Wegeverhältnisse galten als überaus schwierig. So entschieden sich die Schweden für den Weg über Nauen, von wo ein Ausweichen über die drei Übergänge: 1. Fehrbellin nach Neu-Ruppin, 2. Kremmen nach Gransee, 3. Oranienburg nach Prenzlau möglich war.
Da aber sowohl Oranienburg als auch Kremmen den Schweden als vom Gegner besetzt erschienen, blieb den Schweden nur der Rückzug nach Fehrbellin übrig. Der schwedische General schickte frühzeitig eine Vorausabteilung von 160 Reitern, um den Übergang über Fehrbellin zu sichern.
Der Kurfürst ließ sofort drei Streifabteilungen bilden, um die drei möglichen Übergänge sperren zu lassen.
Die erste Abteilung unter Oberstleutnant Hennigs wurde Richtung Fehrbellin eingesetzt, die zweite unter dem Generaladjutanten Kunowski wurde nach Kremmen geschickt, die dritte unter dem Kommando des Rittmeisters Zabelitz wurde gegen Oranienburg eingesetzt. Sie hatten den Auftrag, mit Hilfe von ortskundigen Jägern auf wenig bekannten Wegen durch unwegsames Gelände vor den Schweden die Ausgänge des havelländischen Luchs zu erreichen. Dort sollten die Brücken zerstört und die Wege unpassierbar gemacht werden. Dazu sollten diese Übergänge durch ein bewaffnetes Landwehraufgebot und Jäger verteidigt werden.
Einzelheiten sind nur über den ersten Zug der Abteilung unter Oberstleutnant Hennigs bekannt. Dieser zog mit 100 Kürassieren und 20 Dragonern, geführt von einem wegekundigen Förster, über die Rhinfurt bei Landin und von dort nach Fehrbellin. Dort angekommen, griff er, das Überraschungsmoment ausnutzend, die aus 160 schwedischen Kürassieren bestehende Besatzung der den Damm deckenden Schanze an. In dem Gefecht wurden etwa 50 Schweden getötet. Ein Rittmeister, ein Leutnant und acht Soldaten wurden gefangen genommen, der Rest entkam zusammen mit dem kommandierenden Oberstleutnant Tropp, allerdings blieben ihre Pferde zurück. Die Verluste der Brandenburger betrugen 10 Reiter. Die Brandenburger verbrannten nun die beiden den Damm verbindenden Rhinbrücken. Anschließend wurde zusätzlich der Damm durchstochen, um den Schweden damit den Rückzugsweg nach Norden abzuschneiden.

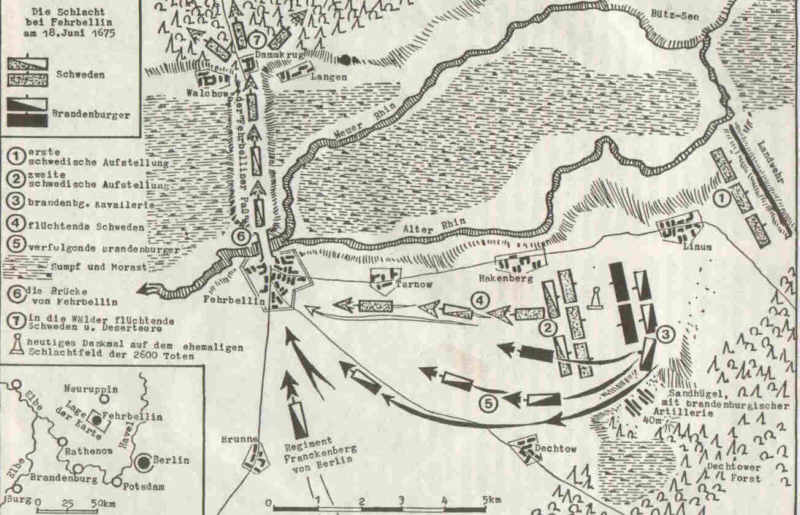
Schematische Darstellung der Schlacht bei Fehrbellin am 28. Juni 1675 – mit den naturräumlichen Begebenheiten

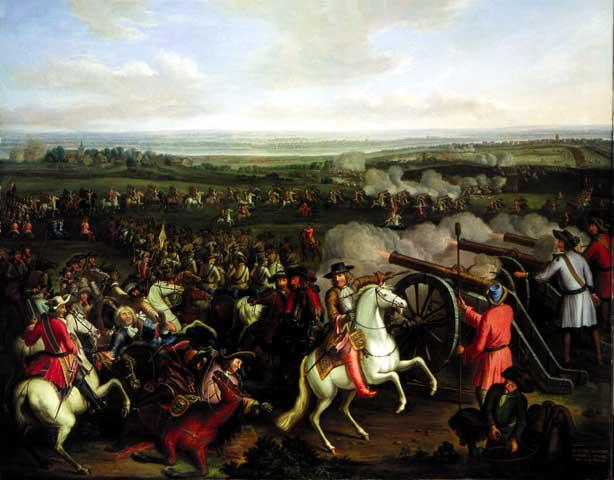
Abbildung der von den Brandenburgern mit Artillerie besetzten Höhe. In der Mitte des Gemäldes befindet sich auf dem Schimmel Kurfürst Friedrich Wilhelm.
Gemälde von Dismar Degen, 1740

Da kein Befehl erteilt war, den Übergang wegen seiner Bedeutung für den möglichen Rückzug der Schweden unbedingt zu halten, suchte die brandenburgische Abteilung wieder Anschluss zum Hauptheer. Am Nachmittag des 17./27. Juni (nach dem eigentlichen Gefecht bei Nauen) traf sie wieder beim Hauptheer ein. Die Meldungen dieser und der zwei anderen Streifabteilungen hatten die Absichten des Kurfürsten verstärkt, den Schweden eine Entscheidungsschlacht zu liefern.
Am 27. Juni kam es zum ersten Gefecht zwischen der schwedischen Nachhut und der brandenburgischen Vorhut im Gefecht bei Nauen, das mit der Rückeroberung der Stadt endete. Die beiden Hauptheere standen sich bereits am Abend in Schlachtaufstellung gegenüber.
Jedoch erschienen die Stellung der Schweden für einen erfolgversprechenden Angriff der Brandenburger zu stark und die brandenburgischen Truppen durch die Eilmärsche der vergangenen Tage erschöpft. So erging der Befehl des Kurfürsten, sich in die Stadt Nauen beziehungsweise hinter die Stadt zurückzuziehen und dort ein Lager aufzuschlagen. Auf brandenburgischer Seite erwartete man für den nächsten Morgen die Eröffnung der Entscheidungsschlacht vor den Toren Nauens. Die Schweden jedoch nutzten die Nacht zum Rückzug in Richtung Fehrbellin. Vom Beginn des Rückzugs vom 25. Juni bis nach dem Gefecht bei Nauen am 27. Juni verloren die Schweden bei ihrem Rückzug insgesamt etwa 600 Mann und weitere 600 gerieten in Gefangenschaft.
Da der Damm und die Brücke über den Rhin am Vortag durch die brandenburgische Streifabteilung zerstört worden waren, mussten die Schweden sich zum entscheidenden Kampf stellen. Generalleutnant Wolmar Wrangel verfügte über 11–12.000 Mann und sieben Kanonen.
Den in dieser als Schlacht von Fehrbellin bekannten Begegnung vernichtend geschlagenen Schweden gelang im Schutz der Nacht der Übergang über die wiederhergestellte Brücke. Doch ihre Verluste erhöhten sich während des Rückzugs durch die Prignitz und Mecklenburg erheblich.
In der Schlacht und der sich anschließenden Verfolgung kamen 2.400 Mann ums Leben, und 300 bis 400 wurden gefangen genommen, während auf brandenburgischer Seite 500 Mann starben oder verwundet wurden. Erst in Wittstock stellten die Brandenburger die Verfolgung ein.

## Folgen
Die schwedische Armee hatte eine empfindliche Niederlage erlitten und besonders durch die Niederlage bei Fehrbellin ihren bis dahin anerkannten Nimbus der Unbesiegbarkeit verloren.
Die Reste der Armee befanden sich wieder auf schwedischem Territorium in Pommern, von wo aus die schwedische Armee den Krieg begonnen hatte.
Die strategische Gesamtlage Schwedens verschlechterte sich weiter, als in den folgenden Sommermonaten die Kriegserklärungen Dänemarks und des Heiligen Römischen Reiches gegen Schweden erfolgten. Die Besitzungen in Norddeutschland (Stifte Bremen und Verden) gerieten damit plötzlich in Gefahr. Das nun in die Defensive gedrängte Schweden musste sich daher in den folgenden Kriegsjahren auf die Abwehr der vielfach erfolgenden Angriffe auf seine Territorien konzentrieren, was nur in Schonen erfolgreich gelang.
Der strategische Plan Frankreichs dagegen erwies sich als erfolgreich: Brandenburg-Preußen befand sich zwar noch offiziell im Kriegszustand mit Frankreich, hatte aber seine Armee von der Rheinfront abgezogen und musste alle weiteren Anstrengungen im Krieg gegen Schweden konzentrieren.